# ماكس هورتن
ماكس هورتن (بالألمانية: Max Horten) ( 1874 - 1945 م ) هو مستشرق ألماني.
عني بالفلسفة وعلم الكلام في الإسلام، فأصدر عدداً كبيراً من الدراسات والترجمات.